# Dekanat olsztyński (eparchia olsztyńsko-gdańska)
Dekanat Olsztyński (właśc. Protoprezbiterat Olsztyński) – jeden z 4 dekanatów (protoprezbiteratów) greckokatolickich eparchii olsztyńsko-gdańskiej utworzony 13 marca 2021, obejmujący obszar środkowej części eparchii – województwo warmińsko-mazurskie. Dziekanem (protoprezbiterem) od 13 marca 2021 jest ks. Bogdan Sytczyk – proboszcz parafii św. Cyryla i Metodego w Lidzbarku Warmińskim.

## Parafie
W skład dekanatu wchodzi 8 parafii i placówek duszpasterskich:
1. Katedralna Parafia greckokatolicka pw. Pokrowa Matki Bożej w Olsztynie (Katedra Pokrowa (Opieki) Matki Bożej) – Olsztyn, ul. Lubelska 12
2. Parafia św. Andrzeja Apostoła w Bartoszycach – Bartoszyce, ul. Księcia Poniatowskiego 4
3. Parafia św. Mikołaja w Dobrym Mieście – Dobre Miasto, ul. Olsztyńska 2
4. Parafia Podwyższenia Krzyża Świętego w Górowie Iławeckim – Górowo Iławeckie, ul. ks. Ripeckiego 1
5. Parafia św. Jerzego w Lelkowie – Lelkowo, 14–521
6. Parafia św. Cyryla i Metodego w Lidzbarku Warmińskim – Lidzbark Warmiński, ul. kard. Stefana Wyszyńskiego 8
7. Parafia Narodzenia Najświętszej Maryi Panny w Ostrym Bardzie – Ostre Bardo, 11–210 Sępopol
8. Parafia św. Michała Archanioła w Pieniężnie – Pieniężno, ul. Dworcowa 1

## Sąsiednie dekanaty
Dekanat Elbląski, Dekanat Węgorzewski